# Aurelia Browder
Pour les articles homonymes, voir Browder.
Aurelia Shines Browder Coleman, née le 29 janvier 1919 et morte le 4 février 1971, est une militante afro-américaine des droits civiques à Montgomery, en Alabama. En avril 1955, près de huit mois avant l'arrestation de Rosa Parks dans la même ville et un mois après celle de Claudette Colvin, elle est arrêtée pour avoir refusé de céder sa place dans le bus à un Blanc alors qu'elle se trouvait dans la «  zone réservée aux Blancs ». Elle a refusé de se rendre dans la « zone réservée aux personnes de couleur », ce qui a conduit à son arrestation,.